# プリムス・XNR
プリムス・XNR (Plymouth XNR) は、クライスラー社のプリムス部門が1960年に発表したコンセプトカーである。

## 概要
クライスラーのチーフデザイナーとして、1950年代から1960年代にかけて個性的なスタイリングの自動車を多く生み出したヴァージル・エクスナーの主導のもと、シボレー・コルベットやフォード・サンダーバードに対抗しうる「スポーツカーの未来形」を意識して製作された。「XNR」はエクスナー自身の名前 (Virgil Exner) に由来する。
デザインはエクスナーと密接な関係にあったイタリアのカロッツェリア・ギアが担当。フォーミュラカーを思わせる絞り込まれたフロントノーズを持ち、助手席はトノカバーで覆われシングルシーターのような外見を持つ。左右非対称のエンジンフードはドライバー側が緩やかに盛り上がり、後方のテールフィンへと繋がるデザインとなっている。また、フロントフェンダーからリアへと流れるボディ両端のフィンは、XNRのベースとなったプリムス・ヴァリアントと共通の意匠である。
2011年にアメリカで行われたヒストリックカーイベント「ペブルビーチ・コンクール・デレガンス」に出品され、レースゲーム「グランツーリスモシリーズ」が選出する「グランツーリスモ・トロフィー」を受賞。これによって同シリーズへの収録が決定し、2013年発売の「グランツーリスモ6」以降、「グランツーリスモSPORT」「グランツーリスモ7」の各作品に収録されている。